# Chrysopetalum elegantoides
Chrysopetalum elegantoides är en ringmaskart som beskrevs av Aguado, Capa och San Martín 2003. Chrysopetalum elegantoides ingår i släktet Chrysopetalum och familjen Chrysopetalidae. Inga underarter finns listade i Catalogue of Life.